# Tropas das Forças Armadas dos Países Baixos no Suriname

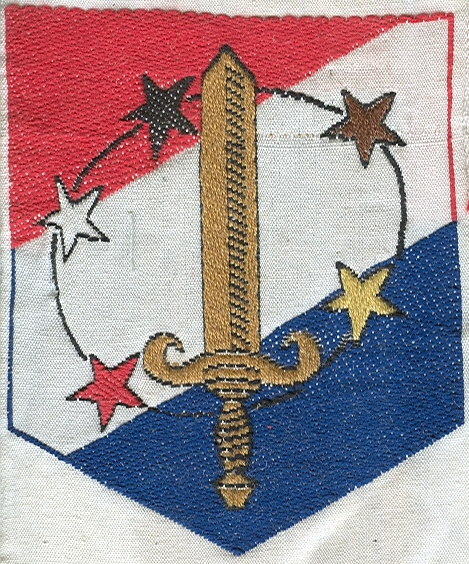
Emblema das Forças Armadas dos Países Baixos no Suriname

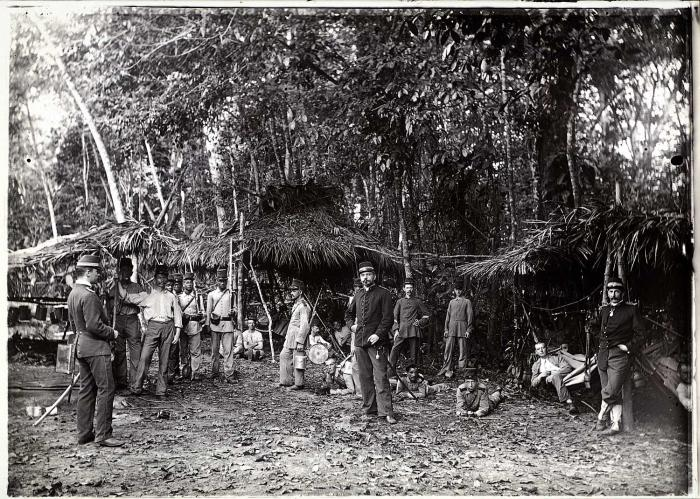
Soldados em seu acampamento na floresta, ca. 1904-1907

As Tropas das Forças Armadas dos Países Baixos no Suriname (em neerlandês:  Troepenmacht in Suriname, abreviada para TRIS) foi o exército colonial mantido pelo Reino dos Países Baixos em sua Colônia do Suriname (mais tarde conhecida como o país constituinte do Suriname), no território que hoje é a independente República do Suriname.

## História
A TRIS surgiu em 1868 do 27º Batalhão de Caçadores das Índias Ocidentais. Os Caçadores das Índias Ocidentais já haviam sido estabelecidos em 1814 como parte do Exército Real dos Países Baixos para servir nas colônias holandesas nas "Índias Ocidentais", no Caribe, mas como os 10º e 11º Batalhões das Índias Ocidentais estavam então estacionados nos Países Baixos em 1815, esses batalhões desempenharam um papel modesto na Batalha de Waterloo, a batalha final das Guerras Napoleônicas. Em 1821, os 10º e 11º Batalhões foram renomeados como 27º e 28º Batalhões, que foram então fundidos no 27º Batalhão no mesmo ano. Em 16 de outubro de 1868, este 27º batalhão foi dividido em duas divisões. A primeira é a Tropa Colonial Neerlandesa no Curaçau (em neerlandês: Troepenmacht in Curaçao), cuja tarefa era defender Curaçau e suas dependências (mais tarde conhecidas como Antilhas Holandesas); e a segunda são as Tropas das Forças Armadas dos Países Baixos no Suriname (em neerlandês: Troepenmacht in Suriname), cuja tarefa era defender o Suriname. Essas unidades foram colocadas sob a autoridade do Ministério das Colônias.
Em 1939, a TRIS foi reforçada após a formação da Milícia Surinamesa, que era um exército voluntário composto por surinameses. No ano seguinte, 2.000 tropas americanas foram estacionadas no Suriname durante a Segunda Guerra Mundial para proteger a indústria da bauxita e para proteger a colônia contra uma invasão francesa de Vichy. As tropas americanas reforçaram as Tropas das Forças Armadas dos Países Baixos no Suriname, que tinham pequenas unidades militares estacionadas na colônia durante a guerra.
Em 1957, unidades da TRIS foram transferidas do Ministério das Colônias para as Forças Armadas dos Países Baixos. Após a declaração da independência do Suriname em 25 de novembro de 1975, as Tropas das Forças Armadas dos Países Baixos no Suriname foram dissolvidas e muitos membros dessas unidades ensinaram e treinaram recrutas das recém-criadas Forças Armadas Surinamesas (renomeada para Exército Nacional do Suriname em 1980).